# Tapasztalati szórás
Tapasztalati szórás:
{\displaystyle s_{N}={\sqrt {{\frac {1}{N}}\sum _{i=1}^{N}(x_{i}-{\overline {x}})^{2}}}={\sqrt {{\frac {1}{N}}\sum _{i=1}^{N}(x_{i}^{2}-{\overline {x}}^{2})}}={\sqrt {{\frac {1}{N}}\left(\sum _{i=1}^{N}x_{i}^{2}\right)-{\overline {x}}^{2}}},}
ahol N a mintaszám, xi az aktuális minta értéke, {\displaystyle {\overline {x}}} pedig a minta átlaga.
Korrigált tapasztalati szórás:
{\displaystyle s={\sqrt {{\frac {1}{N-1}}\sum _{i=1}^{N}(x_{i}-{\overline {x}})^{2}}}}
A szórás torzítatlan becsléssel:
{\displaystyle s_{N}^{*}={\sqrt {{\frac {N}{N-1}}s_{N}^{2}}}={\sqrt {{\frac {1}{N-1}}\sum _{i=1}^{N}(x_{i}-{\overline {x}})^{2}}}}